# Diisopropylethylamin
Diisopropylethylamin oder Hünig-Base ist ein tertiäres Amin. Sie ist nach dem deutschen Chemiker Siegfried Hünig benannt.
Aufgrund der sterischen Abschirmung ist nur ein Proton klein genug, um von dem freien Elektronenpaar des Stickstoff angegriffen zu werden. Die Hünig-Base wird daher in organischen Synthesen als wenig nukleophile Base eingesetzt.

## Geschichte
Siegfried Hünig und Max Kiessel publizierten 1958 eine Arbeit über "Spezifische Protonenacceptoren als Hilfsbasen bei Alkylierungs- und Dehydrohalogenierungsreaktionen", in der sie neben Diisopropylethylamin auch Dicyclohexylethylamin und Triisopropanolamin untersuchten. Diese Hilfsbasen wurden in Dehydrohalogenierungsreaktionen von primären und tertiären Alkylbromiden und α-halogenierten Ethern untersucht.

## Darstellung und Gewinnung
Hünig beschreibt die Darstellung von Diisopropylethylamin durch Umsetzung von Diisopropylamin mit Diethylsulfat.
Die großtechnische Herstellung der Verbindung erfolgt durch die Umsetzung von Diisopropylamin und Acetaldehyd in Gegenwart von Wasserstoff und Platin- oder Zirkonoxidkatalysatoren bei Temperaturen zwischen 100 °C und 150 °C unter erhöhtem Druck.

## Eigenschaften
Diisopropylethylamin ist eine farblose Flüssigkeit, die unter Normaldruck bei 127 °C siedet. Die Dampfdruckfunktion ergibt sich nach Antoine entsprechend log10(P) = A−(B/(T+C)) (P in Torr, T in °C mit A = 7,66956, B = 1663,8374 und C = 220,897 im Temperaturbereich von 28,57 bis 149,86 K.
Diisopropylethylamin bildet leicht entzündliche Dampf-Luft-Gemische. Die Verbindung hat einen Flammpunkt bei 9,5 °C. Der Explosionsbereich liegt zwischen 0,7 Vol.‑% als untere Explosionsgrenze (UEG) und 6,3 Vol.‑% als obere Explosionsgrenze (OEG).  Die Zündtemperatur beträgt 240 °C. Der Stoff fällt somit in die Temperaturklasse T3.

## Reaktionen
Aufgrund der sehr geringen Nucleophilie des Diisopropylethylamins wird es gerne bei Alkylierungsreaktionen von sekundären Aminen mit Alkylhalogeniden eingesetzt, bei denen eine Halogenwasserstoffsäure wie Salzsäure (HCl), Bromwasserstoffsäure (HBr) oder Iodwasserstoffsäure (HI) entsteht. Diese wird durch die basische Stickstofffunktion gebunden und es bilden sich die entsprechenden Ammoniumsalze. Ohne Zusatz von Diisopropylethylamin würde ein Teil des als Ausgangsstoff dienenden sekundären Amins diese Rolle übernehmen, indem es den entstehenden Halogenwasserstoff bindet. Da es danach in protonierter Form vorliegt, kann es nicht weiter zum tertiären Amin reagieren, was die Ausbeute senkt.
Nicht nur als Base, sondern als Synthesebaustein wird es bei der Eintopfreaktion zur Herstellung des heterocyclischen Scorpionins verwendet. Dazu wird es mit Dichlordisulfid (Cl–S–S–Cl) in Gegenwart des Katalysators DABCO umgesetzt.